# ウィルフレド・トーバー
- ウィルフレド・トバル
- ウィルフレイドー・トーバー

ウィルフレド・ホセ・トーバー・ソト（Wilfredo José Tovar Soto, スペイン語発音: [wil.ˈfɾe.ðo to.ˈβaɾ], 英語発音: [ˌwɪlˈfeɪdoʊ toʊˈvɑ˞]; 1991年8月11日 - ）は、ベネズエラのミランダ州インデペンデンシア市サンタテレサデルトゥイ出身のプロ野球選手（遊撃手）。右投右打。現在は、フリーエージェント（FA）。

## 経歴

### プロ入りとメッツ時代
2007年10月12日にアマチュア・フリーエージェントでニューヨーク・メッツと契約してプロ入り。
2008年はルーキー級ベネズエラン・サマーリーグ・メッツでプロデビュー。49試合に出場して打率.203、2本塁打、11打点、7盗塁を記録した。
2009年はまずルーキー級ベネズエラン・サマーリーグ・メッツ でプレーし、12試合に出場した。6月からルーキー級ガルフ・コーストリーグ・メッツでプレー。38試合に出場して打率.243、14打点、16盗塁を記録した。
2010年はまずA+級セントルーシー・メッツでプレーし、30試合に出場して打率.246、6打点、4盗塁を記録した。6月からA級サバンナ・サンドナッツでプレー。44試合に出場して打率.281、17打点、4盗塁を記録した。8月からA-級ブルックリン・サイクロンズでプレーし、18試合に出場した。
2011年はA級サバンナでプレーし、131試合に出場して打率.251、2本塁打、41打点、15盗塁を記録した。
2012年はまずA+級セントルーシーでプレーし、65試合に出場して打率.284、1本塁打、23打点、12盗塁を記録した。6月21日にAA級ビンガムトン・メッツへ昇格。57試合に出場して打率.254、27打点、2盗塁を記録した。オフの11月20日にメッツとメジャー契約を結び、40人枠入りした。
2013年3月3日にメッツと1年契約に合意。3月10日にAA級ビンガムトンへ異動し、そのまま開幕を迎えた。AA級ビンガムトンでは133試合に出場して打率.263、4本塁打、36打点、12盗塁を記録した。9月20日にメジャーへ昇格し、22日のフィラデルフィア・フィリーズ戦でメジャーデビュー。「8番・遊撃手」で先発起用され、4打数2安打1打点だった。この年メジャーでは7試合に出場して打率.200だった。
2014年3月3日にメッツと1年契約に合意。3月10日にAAA級ラスベガス・フィフティワンズへ異動し、AA級ビンガムトンで開幕を迎えた。この年メジャーでは2試合の出場に留まった。
2015年は40人枠入りしたが、3月17日にAA級ビンガムトンにマイナー・オプションで異動した。4月7日にAAA級ラスベガスへ昇格したが、8月19日に7日間の故障者リストに入った。8月30日にアディソン・リードを昇格させるために、25人ロースターに加えた上で60日間の故障者リストに入れた。この年はメジャーではプレーしなかった。なお、マイナー（AAA級ラスベガス）では102試合に出場して打率.283、3本塁打、42打点、30盗塁（13盗塁死、成功率70％）という成績を残し、俊足をアピールした。オフの11月5日にマイナー契約でAAA級ラスベガスへ配属された後、翌6日にFAとなった。

### ツインズ傘下時代
2015年12月15日にミネソタ・ツインズとマイナー契約を結び、2016年のスプリングトレーニングに招待選手として参加することになった。
2016年は傘下のAAA級ロチェスター・レッドウイングスでプレーし、125試合に出場して打率.249、1本塁打、35打点、29盗塁を記録した。オフの11月7日にFAとなった。

### カージナルス傘下時代
2016年11月18日にセントルイス・カージナルスとマイナー契約を結び、2017年のスプリングトレーニングに招待選手として参加することになった。

### エンゼルス時代
2018年11月13日にロサンゼルス・エンゼルスとマイナー契約を結んだ。
2019年は開幕を傘下のAAA級ソルトレイク・ビーズで迎え、6月7日にメジャー契約を結んでアクティブ・ロースター入りした。6月26日にDFAとなり、29日にマイナー契約でAAA級ソルトレイクへ配属された。8月4日に再びメジャー契約を結んでアクティブ・ロースター入りした。8月23日に再びDFAとなり、27日にマイナー契約でAAA級ソルトレイクへ配属された。9月30日にFAとなった。

### ツインズ傘下復帰
2019年12月19日にツインズとマイナー契約を結んだ。
2020年は新型コロナウイルスの影響でマイナーリーグの試合が開催されず、メジャーにも昇格しなかったため、公式戦の出場は無かった。オフの11月2日にFAとなった。

### メッツ復帰
2020年12月21日にメッツとマイナー契約を結び、2021年のスプリングトレーニングに招待選手として参加することになった。
2021年5月18日にメジャー契約を結んでアクティブ・ロースター入りした。6月1日にトラビス・ブランケンホーンの加入によりDFAとなり、3日にマイナー契約でAAA級シラキュース・メッツへ配属された。

## 詳細情報

### 年度別打撃成績
| 年 度    | 球 団    | 試 合 | 打 席 | 打 数 | 得 点 | 安 打 | 二 塁 打 | 三 塁 打 | 本 塁 打 | 塁 打 | 打 点 | 盗 塁 | 盗 塁 死 | 犠 打 | 犠 飛 | 四 球 | 敬 遠 | 死 球 | 三 振 | 併 殺 打 | 打 率 | 出 塁 率 | 長 打 率 | O P S |
| -------- | -------- | ----- | ----- | ----- | ----- | ----- | -------- | -------- | -------- | ----- | ----- | ----- | -------- | ----- | ----- | ----- | ----- | ----- | ----- | -------- | ----- | -------- | -------- | ----- |
| 2013     | NYM      | 7     | 19    | 15    | 1     | 3     | 0        | 0        | 0        | 3     | 2     | 1     | 0        | 2     | 0     | 1     | 1     | 1     | 3     | 2        | .200  | .294     | .200     | .494  |
| 2014     | NYM      | 2     | 3     | 3     | 0     | 0     | 0        | 0        | 0        | 0     | 0     | 0     | 0        | 0     | 0     | 0     | 0     | 0     | 0     | 0        | .000  | .000     | .000     | .000  |
| 2019     | LAA      | 31    | 88    | 83    | 5     | 16    | 5        | 0        | 0        | 21    | 5     | 0     | 0        | 0     | 0     | 5     | 0     | 0     | 15    | 0        | .193  | .239     | .253     | .492  |
| 2021     | NYM      | 6     | 12    | 11    | 0     | 2     | 0        | 0        | 0        | 2     | 1     | 0     | 0        | 0     | 0     | 1     | 0     | 0     | 4     | 0        | .182  | .250     | .182     | .432  |
| MLB：4年 | MLB：4年 | 46    | 122   | 112   | 6     | 21    | 5        | 0        | 0        | 26    | 8     | 1     | 0        | 2     | 0     | 7     | 1     | 1     | 22    | 2        | .188  | .242     | .232     | .474  |

- 2021年度シーズン終了時

### 背番号
- 70（2013年 - 2014年）
- 19（2019年）
- 72（2021年）